# Todd Rundgren
Todd Harry Rundgren (ur. 22 czerwca 1948) – amerykański muzyk, kompozytor, producent i multiinstrumentalista, tworzący w stylach takich jak pop-rock, hard rock, baroque pop, rock and roll, musicale broadwayowskie, R&B i wiele innych.

## Życiorys
Po ukończeniu szkoły średniej wyjechał do Filadefii, gdzie rozpoczął muzyczną karierę, zakładając zespół rockowy Nazz, z którym wydał trzy albumy: Nazz (1968), Nazz Nazz (1969), Nazz III (1971). Rundgren opuścił Nazz pomiędzy wydaniem drugiego i trzeciego albumu i wyjechał do Nowego Jorku, gdzie sformował nowy zespół – Runt, z którym wydał albumy Runt (1970) i Runt: The Ballad of Todd Rundgren (1971). Po wydaniu drugiego albumu rozstał się z Runt i wydał w 1972 roku solowy album Something/Anything?, gdzie zagrał na wszystkich instrumentach i zaśpiewał w większości utworów. W 1973 sformował grupę Todd Rundgren’s Utopia, która początkowo wykonywała rock progresywny, a po skróceniu nazwy do Utopia w 1976 prezentowała różne odmiany rocka. Utopia istniała do 1987 roku i była reaktywowana w 1992 i 2011 (pod nazwą Todd Rundgren’s Utopia). Równocześnie z działalnością w Utopii, Rundgren wydawał także albumy solowe takie jak A Wizard, a True Star (1972), Todd (1974), Initiation (1975), gdzie eksperymentował z brzmieniem syntezatorów, prezentując takie style jak jazz, fusion czy rock progresywny. W późniejszych latach wydał takie albumy jak One Long Year (2000), album koncepcyjny Liars (2004), Arena (2008), Todd Rundgren’s Johnson (2011, covery utworów Roberta Johnsona), State (2013), Global (2015).
Równocześnie z działalnością jako kompozytor i wykonawca Runddgren odniósł sukces jako producent albumów takich artystów jak Meat Loaf (Bat Out of Hell), Badfinger, Grand Funk Railroad, XTC, New York Dolls czy Patti Smith (Wave).

## Wyróżnienia
W 2021 został wprowadzony do Rock and Roll Hall of Fame.
Jego album Something/Anything? został umieszczony na 173 miejscu na liście 500 albumów wszech czasów magazynu Rolling Stone.

## Dyskografia
Albumy solowe
- Runt (1970)
- Runt. The Ballad of Todd Rundgren (1971)
- Something/Anything? (1972)
- A Wizard, a True Star (1973)
- Todd (1974)
- Initiation (1975)
- Faithful (1976)
- Hermit of Mink Hollow (1978)
- Healing (1981)
- The Ever Popular Tortured Artist Effect (1982)
- A Cappella (1985)
- Nearly Human (1989)
- 2nd Wind (1991)
- No World Order (1993)
- The Individualist (1995)
- With a Twist... (1997)
- One Long Year (2000)
- Liars (2004)
- Arena (2008)
- Todd Rundgren's Johnson (2011)
- (re)Production (2011)  (album z coverami)
- State (2013)
- Global (2015)
- White Knight (2017)
- Space Force (2022)[4]

Nazz
- Nazz (1968)
- Nazz Nazz (1969)
- Nazz III (1971)

Utopia
- Todd Rundgren’s Utopia (1974)
- Ra (1977)
- Oops! Wrong Planet (1977)
- Adventures in Utopia (1979)
- Deface the Music (1980)
- Swing to the Right (1982)
- Utopia (1982)
- Oblivion (1984)
- POV (1985)

Inne
- Up Against It! (1997)
- Somewhere/Anywhere (1998)
- Disco Jets (2001)
- It’s Alive! (2006)
(The New Cars)
- Runddans (2015)